# Zorochros iranicus
Zorochros iranicus là một loài bọ cánh cứng trong họ Elateridae. Loài này được Dolin in Dolin & Mertlik miêu tả khoa học năm 2002.